# Kameralschuh
Mit Kameralschuh wurde das Mainzer Längenmaß Fuß bezeichnet. Das Maß war der Werkschuh oder der Wiesbadener Fuß mit 12 Zoll.
- 1 Kameralschuh = 127,36 Pariser Linien = 28,75 Zentimeter

Der Kameralschuh wurde auch beim Stecken, dem Mainzer Brennholzmaß, zur Größenfestlegung angewandt. Der Stecken war 4 ⅓ Kameralschuh breit und hoch und die Länge des Scheitholzes konnte 3, 3 ½ und 4 Schuh betragen.